# Kubańczycy
Kubańczycy (hiszp. Cubanos) − wieloetniczny naród pochodzenia głównie europejskiego i afrykańskiego liczący ponad 13 mln osób. Poza Kubą zamieszkują licznie także Stany Zjednoczone. Kubańczycy posługują się językiem hiszpańskim, a dominującym wśród nich wyznaniem jest katolicyzm.
Przed kolonizacją hiszpańską dominującą grupą ludności byli Sibonejowie.
| Rasa      | Ogół      | Mężczyźni | Kobiety   | % całości |
| --------- | --------- | --------- | --------- | --------- |
| Biali     | 7 271 926 | 3 618 349 | 3 653 577 | 65,05%    |
| Mulaci    | 2 658 675 | 1 385 008 | 1 393 915 | 23,84%    |
| Czarni    | 1 126 894 | 593 876   | 533 018   | 10,08%    |
| Chińczycy | 112 268   | 56 098    | 56 170    | 1,02%     |

| Rasa      | Ogół      | Mężczyźni | Kobiety   | % całości |
| --------- | --------- | --------- | --------- | --------- |
| Biali     | 4.243.956 | 2.172.933 | 2.071.023 | 72,8%     |
| Mulaci    | 843.105   | 418.009   | 425.096   | 14,5%     |
| Czarni    | 725.311   | 379.107   | 346.204   | 12,4%     |
| Chińczycy | 16.657    | 15.106    | 1.551     | 0,3%      |